# Temporada do Paysandu Sport Club de 1914
Em 1914, o Paysandu Esport Club foi fundado em homenagem aos heróis brasileiros na batalha de Paysandú no Uruguai.
Disputou já em 1914 o Campeonato Paraense para começar assim o propósito inicial de seu idealizador Hugo Leão de fazer frente ao então Grupo do Remo.  
| “                    | Vou fundar um clube para vencer o Remo | ” |
| — Hugo Leão em 1914, |                                        |   |

## Uniforme
| Cores do Time · Cores do Time · Cores do Time · Cores do Time · Cores do Time |

## Primeira Diretoria
foi eleita após exaustivos debates e ficou assim constituída: 
- Presidente, Deodoro de Mendonça;
- Vice-Presidente, doutor Eurico Amanajás;
- 1º Secretário, Arnaldo Moraes;
- 2º Secretário, Humberto Simões;
- Tesoureiro, Gastão Valente;
- Comissão de Sindicância, Pedro Paulo Pena e Costa, Manuel Marcus e Edgar Proença e Delegado perante a Liga, Hugo Manoel de Abreu Leão.

## Primeira Equipe
Eurico Romariz (goleiro)
Genaro Bayma de Moraes
Sylvio Serra de Moraes Rego
Jaime Bastos Cunha
Moura Palha (Gigi)
George Mitchell
Matheus
Maurilio de Souza Guimarães
José Pinheiro Garcia
Hugo de Leão
Arthur Pereira Moraes

### Paraense
| 14 de Junho | Paysandu | 1 - 2 | Grupo do Remo               | Belém                                                                                  |  |
|             | Matheus  |       | 1º gol' Rubilar · GC' Bayma | Estádio: Estádio da firma Ferreira & Comandita Público: 2,000 Árbitro: Guilherme Paiva |  |

| 14 de Julho | Paysandu  | 3 - 1 | Ipiranga-PA |  |
|             | ? · ? · ? |       |             |  |

| 15 de Agosto | Paysandu  | 3 - 0 | Brasil-PA |  |
|              | ? · ? · ? |       |           |  |

| 6 de Setembro | Paysandu | 2 - 1 | Phanter |  |
|               | ? · ?    |       |         |  |

| 20 de Setembro | Paysandu          | 5 - 0 | Guarany |  |
|                | ? · ? · ? · ? · ? |       |         |  |

| 12 de Outubro | Paysandu | 3 - 0 (W.O.) | Aliança |  |  |
|               |          |              |         |  |  |

| 16 de Novembro | Paysandu      | 4 - 4 | União Sportiva |  |
|                | ? · ? · ? · ? |       |                |  |

| 6 de Dezembro | Paysandu  | 1 - 3 | Grupo do Remo |  |
|               | Hugo Leão |       |               |  |

| 13 de Dezembro | Paysandu | 3 - 0 (W.O.) | Ipiranga-PA |  |  |
|                |          |              |             |  |  |